# Iotrochota purpurea
Iotrochota purpurea är en svampdjursart som först beskrevs av James Scott Bowerbank 1875.  Iotrochota purpurea ingår i släktet Iotrochota och familjen Iotrochotidae. Inga underarter finns listade i Catalogue of Life.